# تلسکوپ لاموست
تلسکوپ فیبر نوری طیف‌سنجی چند شیء ناحیه بزرگ که با نام‌های لاموست و تلسکوپ گوا شوچینگ (چینی: 郭守敬望远镜) نیز شناخته می‌شود و به افتخار اخترشناس چینی قرن سیزدهم نام‌گذاری شده است، یک تلسکوپ اشمیت بازتابی است که در ایستگاه زینگلونگ، استان هبئی، چین واقع شده است. پروژه ساخت این تلسکوپ توسط آکادمی علوم چین انجام شده و هدف آن انجام یک بررسی طیفی ۵ ساله از ۱۰ میلیون ستاره راه شیری و میلیون‌ها کهکشان است. بودجه این پروژه ۲۳۵ میلیون یوان اعلام شده است.

## اپتیک
لاموست به‌عنوان یک تلسکوپ اشمیت بازتابی با اپتیک فعال طراحی شده است. این تلسکوپ دارای دو آینه است که هرکدام از چندین بخش شش‌ضلعی ۱٫۱ متری تشکیل شده‌اند. آینه اول، با نام اِم‌اِی (۲۴ بخش که در یک مستطیل به ابعاد ۵٫۷۲×۴٫۴ متر جای می‌گیرند)، شامل یک صفحه اصلاح‌کننده اشمیت در گنبدی در سطح زمین است. آینه تقریباً تخت اِم‌اِی نور را به سمت جنوب و از طریق تونلی شیب‌دار (۲۵ درجه بالای افق) به آینه متمرکزکننده کروی که بزرگ‌تر است و اِم‌بی (۳۷ بخش که در یک مستطیل به ابعاد ۶٫۶۷×۶٫۰۹ متر جای می‌گیرد) نام دارد، منعکس می‌کند. این آینه نور را به صفحه کانونی با قطر ۱٫۷۵ متر که مربوط به یک میدان دید پنج درجه‌ای است، هدایت می‌کند.
صفحه کانونی با ۴۰۰۰ واحد تنظیم فیبر پوشیده شده است که هرکدام یک فیبر نوری را تغذیه می‌کنند. این فیبرها نور را به یکی از شانزده طیف‌نگار ۲۵۰ کاناله منتقل می‌کنند.
هر طیف‌نگار دارای دو دوربین افزاره بارجفت‌شده با وضوح ۴k×4k است که از تراشه‌های افزاره بارجفت‌شده ساخته شده توسط ای۲وی استفاده می‌کند. این دوربین‌ها شامل بخش‌های آبی (۳۷۰–۵۹۰ نانومتر) و قرمز (۵۷۰–۹۰۰ نانومتر) هستند. همچنین، تلسکوپ می‌تواند در حالت وضوح طیفی بالاتر با محدوده ۵۱۰–۵۴۰ و ۸۳۰–۸۹۰ نانومتر مورد استفاده قرار گیرد.
استفاده از تکنیک اپتیک فعال برای کنترل صفحه اصلاح‌کننده بازتابی، این تلسکوپ را به ابزاری منحصربه‌فرد تبدیل کرده است که ترکیبی از اپرچر بزرگ و میدان دید وسیع را فراهم می‌کند. صفحه کانونی بزرگ موجود می‌تواند تا هزاران فیبر نوری را در خود جای دهد که نور جمع‌آوری‌شده از اجرام آسمانی دور و کم‌نور تا قدر ۲۰٫۵ را به طیف‌نگارها منتقل می‌کند و نرخ بسیار بالای ثبت طیف‌ها را با ده‌ها هزار طیف در هر شب ممکن می‌سازد.

## اهداف علمی
این تلسکوپ یک بررسی میدان‌گسترده به نام عملیاتی «آزمایش لاموست برای درک و تکامل کهکشان» را انجام می‌دهد. اهداف علمی خاص لاموست شامل موارد زیر است:
- بررسی طیف‌نگاری فراکهکشانی برای روشن کردن ساختار بزرگ مقیاس جهان
- بررسی طیف‌نگاری ستاره‌ای، از جمله جستجوی ستارگان فقیر از نظر فلزی در هاله کهکشانی، برای ارائه اطلاعات دربارهٔ ساختار کهکشان ما
- شناسایی متقابل بررسی‌های چند موجی

همچنین امید می‌رود که حجم عظیم داده‌های تولیدشده منجر به کشفیات تصادفی اضافی شود. مشاهدات اولیه تأیید کرده‌اند که یک روش جدید شناسایی کوازارها بر اساس رنگ مادون قرمز آن‌ها ممکن شده است.
هدف اصلی تلسکوپ، ارتقاء اخترشناسی چین در قرن ۲۱ و ایفای نقشی پیشرو در طیف‌نگاری میدان‌گسترده در حوزه‌های اخترشناسی و فیزیک نجومی با نمونه‌های بزرگ است.

## نتایج اولیه
یک ارائه کنفرانسی در سال ۲۰۱۱: 10–12  نشان می‌دهد که در ابتدا مشکلی در دقت موقعیت‌یاب‌های فیبر وجود داشت که باعث کاهش بهره‌وری می‌شد، اما این مشکل با افزودن یک مرحله کالیبراسیون دیگر برطرف شد. همچنین، همان ارائه به این نکته اشاره می‌کرد که محل تلسکوپ، تنها در فاصله ۱۱۵ کیلومتر (۷۱ مایل) شمال غربی پکن: 9 ، چندان ایده‌آل نیست، زیرا این منطقه سطح بالایی از آلودگی هوا و آلودگی نوری دارد. وضعیت عملیاتی این تلسکوپ به‌طور کلی ناامید کننده بوده است. یکی از دلایل نامطلوب بودن تلسکوپ این است که این منطقه تنها ۱۲۰ شب آسمان صاف در سال دارد.
اولین انتشار داده‌های لاموست در ژوئن ۲۰۱۳ (DR1) انجام شد. انتشارهای بعدی داده‌ها در سال‌های ۲۰۱۴ (DR2)، ۲۰۱۵ (DR3)، ۲۰۱۶ (DR4)، ۲۰۱۷ (DR5)، ۲۰۱۸ (DR6)، ۲۰۱۹ (DR7) و جدیدترین انتشار داده‌ها، DR8، در ماه مه ۲۰۲۰ صورت گرفت.